# Lago Saky
El lago Saky (en ruso: Сакское озеро, en ucraniano: Сакське озеро, en tártaro de Crimea: Saq gölü) está situado en la península de Crimea. Se encuentra ubicado en el raión de Saky a orillas de la ciudad de Saky y del Mar Negro, del que está separado por un istmo casi 800 m de ancho.  
Este lago nunca llega a congelarse. Se divide en dos zonas, una industrial y otra de ámbito recreativo. La parte industrial está dedicada a la extracción de cloruro de magnesio y sal de Glauber del fondo. El área recreativa se utiliza como sanatorio y cuenta con piscinas naturales terapéuticas.